# 阿恰里斯茨卡利河
41°32′28″N 41°43′10″E / 41.54111°N 41.71944°E

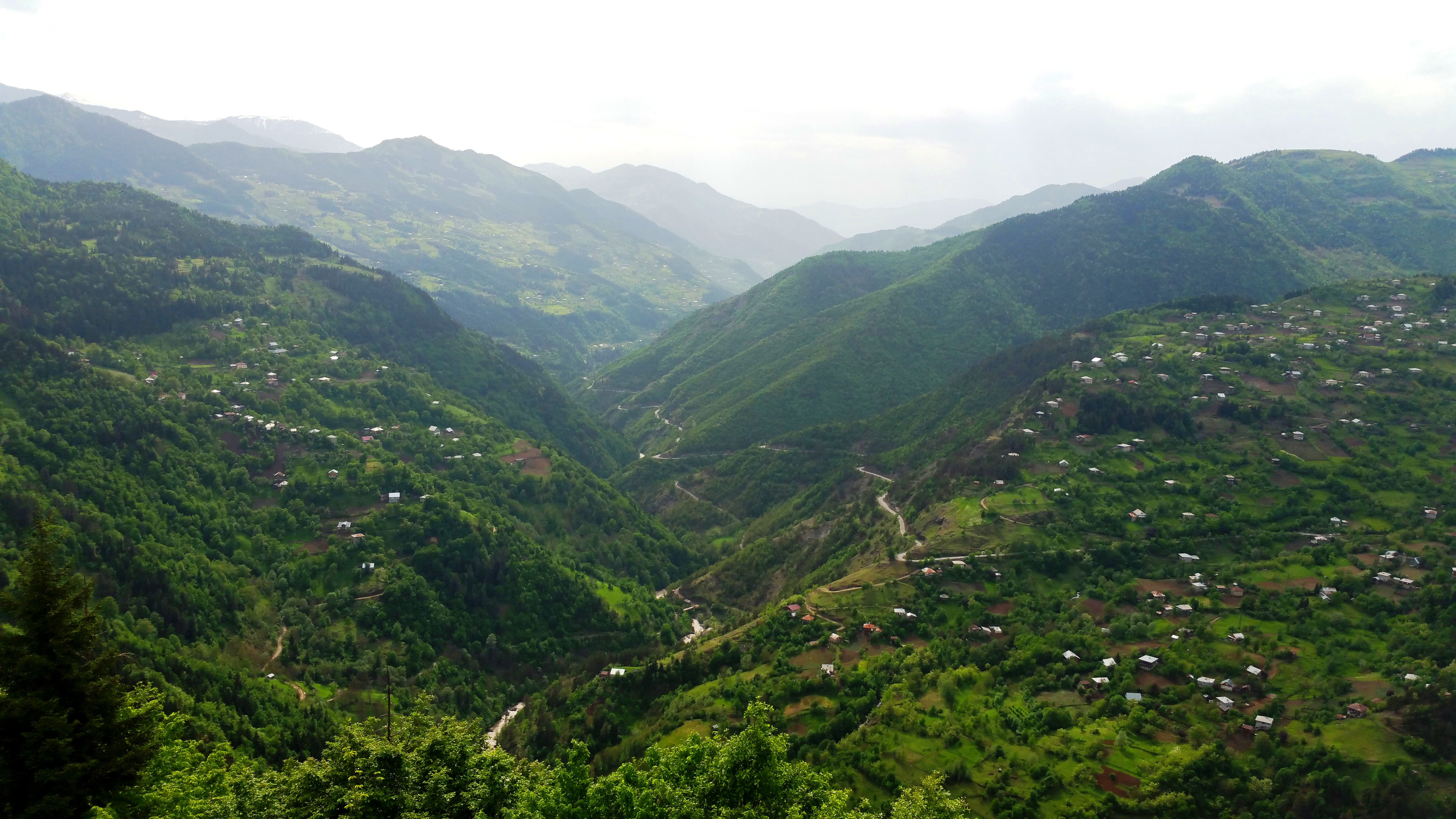

阿恰里斯茨卡利河是格魯吉亞的河流，位於該國西南部，屬於喬魯赫河的右支流，河道全長90公里，流域面積1,540平方公里，最終注入黑海。